# Döle Gudbrandsdal

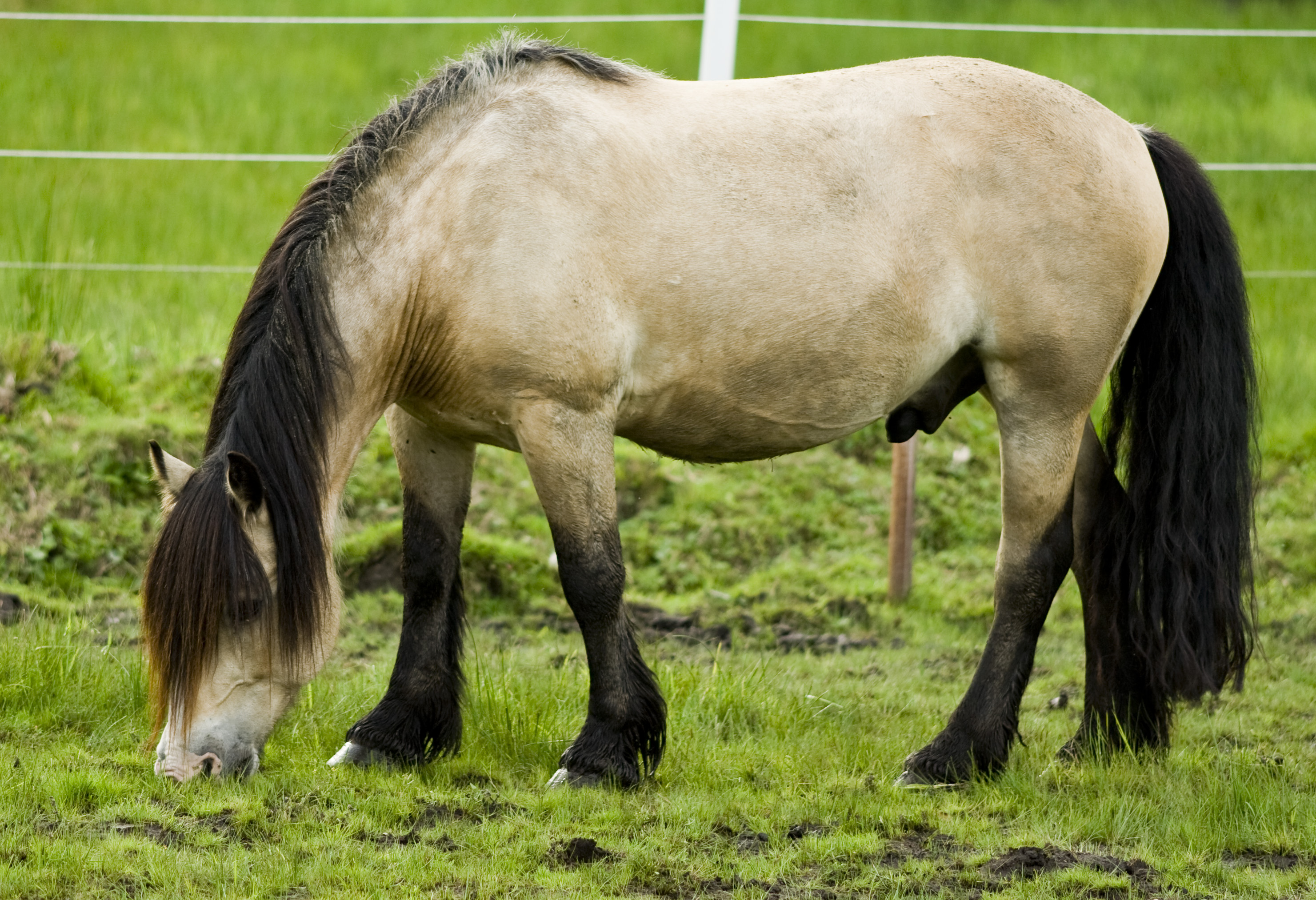
Koń Döle

Döle Gudbrandsdal – jedna z ras konia domowego.

## Historia, pochodzenie, hodowla
Nie należy jej mylić z większą rasą Döle, wywodzącą się z Norwegii. Rejestr hodowli datuje się na rok 1941. 

## Użytkowość
Obecnie konie tej rasy użytkowane są głównie jako siła pociągowa, a także do przejażdżek.

## Budowa,pokrój
Umaszczenie skarogniade lub kare, średnia wysokość wynosi 152 cm. Występują szczotki pęcinowe.